# Feliks Jabłoński
Feliks Jabłoński (ur. 10 czerwca 1896 w majątku Soszańsk, zm. wiosną 1940 w Katyniu) – porucznik rezerwy artylerii Wojska Polskiego, sędzia, kawaler Krzyża Walecznych, ofiara zbrodni katyńskiej. 

## Życiorys
Urodził się w majątku Soszańsk, w guberni kijowskiej, w rodzinie Władysława i Marii z Bilińskich. Absolwent gimnazjum w Charkowie. Student prawa na uniwersytecie w Charkowie. Ukończył Siergiejewską Szkołę Artylerii w Odessie. Od kwietnia do czerwca 1918 roku pełnił służbę w 1 Brygadzie Artylerii I Korpusu Polskiego w Rosji. Po rozwiązaniu korpusu wrócił do Charkowa. Został członkiem tamtejszego Związku Wojskowych Polaków.
Brał udział w wojnie 1920 jako żołnierz 2 pułku artylerii polowej Legionów, później 3 pułku artylerii polowej Leg. W 1920 urlopowany bezterminowo z wojska. Od 1923 w stopniu porucznika (starszeństwo z dniem 1 czerwca 1919 i 760 lokatą w korpusie oficerów artylerii) w rezerwie 2 pap Leg. jako Feliks II Jabłoński. W 1934 w stopniu porucznika (starszeństwo z dniem 1 czerwca 1919 i 476 lokatą w korpusie oficerów rezerwy artylerii) pozostawał w rezerwie 3 pal Leg., podlegał pod P.K.U. Zamość, a w 1939 RKU Warszawa Miasto III. 
W okresie międzywojennym pracował jako prawnik, w latach trzydziestych był sędzią Sądu Grodzkiego w Tomaszowie Lubelskim. W 1939 był sędzią okręgowym, orzekającym w Wydziale IX Odwoławczym Karnym Sądu Okręgowego w Warszawie. 
We wrześniu 1939 zmobilizowany do 3 pułku artylerii lekkiej Legionów. W kampanii wrześniowej wzięty do niewoli przez Sowietów, osadzony w Kozielsku. Między 11 a 12 kwietnia 1940 przekazany do dyspozycji naczelnika smoleńskiego obwodu NKWD – lista wywózkowa 022/1 z 09.04.1940. Został zamordowany między 13 a 14 kwietnia 1940 przez NKWD w lesie katyńskim. Zidentyfikowany podczas ekshumacji prowadzonej przez Niemców w 1943, zapis w dzienniku ekshumacji pod datą 5.05.1943. Przy szczątkach znaleziono legitymację oficerską, oficerską książeczkę wojskową, dwie karty pocztowe, zaświadczenie zameldowania w Warszawie na ul. Grzybowskiej 64, m. 6 z 3 lipca 1939, pozwolenie na broń, kartę zwolnienia 33413/OK, zaświadczenie szczepień obozowych, złoty krzyżyk. Figuruje na liście AM-195-1063 i liście Komisji Technicznej PCK pod numerem 01063. Nazwisko Jabłońskiego znajduje się na liście ofiar (pod nr 0973) opublikowanej w Gońcu Krakowskim nr 114 i w Nowym Kurierze Warszawskim nr 120 z 1943. Krewni do 1946 poszukiwali informacji przez Biuro Informacji i Badań Polskiego Czerwonego Krzyża w Warszawie. Na cmentarzu Powązkowskim w Warszawie znajduje się jego symboliczny grób (kwatera 212-5-25/26). 
5 października 2007 roku Minister Obrony Narodowej Aleksander Szczygło mianował go pośmiertnie do stopnia kapitana. Awans został ogłoszony 9 listopada 2007 roku, w Warszawie, w trakcie uroczystości „Katyń Pamiętamy – Uczcijmy Pamięć Bohaterów”.

## Ordery i odznaczenia
- Krzyż Walecznych dwukrotnie
- Krzyż Kampanii Wrześniowej – pośmiertnie 1 stycznia 1986[12]